# Reputation
Reputation (стилизовано как reputation, с англ. — «Репутация») — шестой студийный альбом американской певицы Тейлор Свифт. Он был выпущен 10 ноября 2017 года на лейбле Big Machine Records. Альбом был создан Джеком Антоноффом, Максом Мартином, Shellback и самой Свифт, которая является исполнительным продюсером альбома. Также были приглашены английский певец Эд Ширан и американский рэпер Future. Предзаказ альбома в iTunes начался 25 августа во всём мире.
Первый сингл «Look What You Made Me Do» вышел 25 августа 2017 года. В этот же день вышло лирик-видео на официальном YouTube-канале исполнительницы.
Альбом сразу дебютировал на первых местах в хит-парадах Австралии, Австрии, Бельгии, Канады, Ирландии, Нидерландов, Новой Зеландии, Норвегии, Шотландии, Швейцарии, Великобритании и США. По данным Nielsen SoundScan, тираж Reputation составил 1,216 млн единиц в первую неделю продаж в США, где он стал 5-м чарттоппером в карьере Свифт и бестселлером 2017 года.

## Релиз
В августе 2017 года Тейлор Свифт удалила все записи из своих социальных сетей, а 23 августа объявила, что релиз Reputation состоится 10 ноября 2017 года. Также она объявила о выходе лид-сингла из нового альбома в четверг, 24 августа и представила обложку альбома. Лид-сингл Look What You Made Me Do вышел 25 августа 2017 года.
Альбом также вышел вместе с двумя изданиями журнала под названием Reputation, который был доступен исключительно через корпорацию Target. United Parcel Service (UPS) объявила, что будет «официальным партнером по доставке» для альбома Reputation.
Свифт также сотрудничает с дистрибьюторской компанией Ticketmaster в организации уникальной схемы комплектации. В этой схеме те, кто хотел бы приобрести билеты на предстоящие концерты Свифт, которые часто быстро распродаются, могут получить приоритет в очереди на покупку, предварительно заказав альбом Reputation.
7 ноября Bloomberg сообщило, что альбом будет отключен от стриминговых сервисов после релиза в течение неопределенного времени и будет доступен только для приобретения в цифровом и физическом форматах. Позже в тот же день Тейлор Свифт опубликовала список композиций альбома в своих профилях в социальных сетях.
Reputation стал доступен через стриминговые службы 1 декабря 2017 года.

## Художественные работы
Обложка для reputation была сфотографирована Mert and Marcus в Лондоне. Она показывает изображение Свифт в сером свитере и в ожерелье с чокером, на которое наложены газетные заголовки, составленные из её имени, и которые занимают одну сторону её лица. Шрифт, используемый для заголовков, напоминает шрифт New York Times.
Target выпустила два 72-страничных журнала, которые содержат различный контент, включая альбом в США. Walmart распространяет его в Канаде. Журналы содержат фотографии, рукописные тексты песен, поэзию и две картины Свифт. Обложка журнала reputation Volume 1 была снята Mert and Marcus. Обложка для reputation Volume 2 была снята Бенни Хорном и показывает Свифт в камуфляжной куртке.

## Отзывы
| Совокупная оценка    | Совокупная оценка |
| Источник             | Оценка            |
| -------------------- | ----------------- |
| AnyDecentMusic?      | 7/10              |
| Metacritic           | 71/100            |
| Оценки критиков      |                   |
| Источник             | Оценка            |
| The A.V. Club        | B                 |
| Consequence of Sound | D+                |
| Entertainment Weekly | B                 |
| The Guardian         | [ 27 ]            |
| The Independent      | [ 28 ]            |
| NME                  | [ 29 ]            |
| Rolling Stone        | [ 30 ]            |
| Slant Magazine       | [ 31 ]            |
| The Daily Telegraph  | [ 32 ]            |
| USA Today            | [ 33 ]            |

Альбом получил в целом положительные отзывы музыкальных критиков и интернет-изданий: Metacritic (71 из 100), The Guardian, Rolling Stone, The Independent, The Daily Telegraph, The Plain Dealer.
Автор The Guardian Алексис Петридис считает, что Reputation «может быть погрязла в горечи и сплетнях, но в шестом альбоме поп-звезды невозможно отрицать её писательский талант и лирическое мастерство», отмечая, что в песнях «Свифт разорвала последние связи со своими нэшвиллскими корнями в пользу грохота и гула поп-музыки под влиянием EDM». Роб Шеффилд из Rolling Stone пишет, что Reputation «показывает более тёмную и глубокую сторону поп-шедевра». Шеффилд также отметил: «Как один из величайших поп-мастеров всех времен, она пробует что-то новое, как и всегда». Ройсин О’Коннор из The Independent говорит, что «Call It What You Want» «возможно, лучшая песня Свифт», а также хвалит продюсерскую работу Джека Антоноффа, называя её «важной» для альбома; «[любовь Антоноффа] к синти-попу восьмидесятых — идеальный противовес танцевальным и электронным ноткам Макса Мартина и Шеллбэка».
Нил МакКормик из The Daily Telegraph утверждает: «Reputation — это большой, наглый, палящий из всех орудий взрыв оружейной поп-музыки, в котором прослеживается уязвимость человеческого сердца, подверженного ударам славы XXI века». Маккормик продолжил: «Это альбом со статусом блокбастера, которому предшествовал сатирический хит („Look What You Made Me Do“), в котором она провокационно отказалась от своего образа „девочки из соседнего двора“ ради чего-то более гламурно утончённого». Трой Смит из The Plain Dealer сказал, что альбом послужил напоминанием о таланте Свифт в написании песен, назвав «New Year’s Day», «End Game», «Delicate» и «Dress» выделяющимися песнями альбома.
В негативной рецензии Джефф Нельсон из Consequence of Sound' поставил альбому оценку D+ и написал, что Reputation — это «раздутая, движущаяся катастрофа», которая «не улучшается после первых синглов», и добавил: «Свифт находит проблемы: Она читает рэп, она использует афроамериканский разговорный английский, и она причудливо сотрудничает с Future». Нельсон назвал «Gorgeous», «Delicate» и «Call It What You Want» «самыми сильными моментами альбома». Позже, в 2022 году, Consequence подверг самокритике эту рецензию за чрезмерную суровость и влияние негативной прессы Свифт в 2017 году, заявив: «Ни в коем случае [Reputation] не является альбомом на уровне D+. Тейлор Свифт 2017 года заслуживала большего от СМИ в целом, и этот альбом заслуживает гораздо лучшей оценки. Время доказало это».

### Годовые итоговые списки
| Публикация                          | Список                      | Ранг | Ссылки |
| ----------------------------------- | --------------------------- | ---- | ------ |
| Complex                             | The Best Albums of 2017     | 26   | [ 37 ] |
| God Is In The TV                    | Top 50 Albums of 2017       | 23   | [ 38 ] |
| Melty                               | Best Pop Albums of the Year | 8    | [ 39 ] |
| musicOMH                            | Top 50 Albums of 2017       | 16   | [ 40 ] |
| Newsday                             | Best Albums of 2017         | 22   | [ 41 ] |
| The New York Times (Jon Caramanica) | The Best Albums of 2017     | 5    | [ 42 ] |
| NME                                 | NMEʼs Albums of the Year    | 31   | [ 43 ] |
| San Jose Mercury News               | Top 10 Albums of 2017       | 5    | [ 44 ] |
| Pazz & Jop                          | The Top 100 Albums of 2017  | 71   | [ 45 ] |
| People                              | 10 Best Albums of 2017      | н/д  | [ 46 ] |
| Rolling Stone                       | 50 Best Albums of 2017      | 7    | [ 47 ] |
| Slant Magazine                      | 25 Best Albums of 2017      | 17   | [ 48 ] |
| Spin                                | 50 Best Albums of 2017      | 48   | [ 49 ] |
| The Independent                     | The 30 best albums of 2017  | 19   | [ 50 ] |
| The Sydney Morning Herald           | Top 20 Albums of 2017       | н/д  | [ 51 ] |
| Thrillist                           | The Best Albums of 2017     | 23   | [ 52 ] |
| Time                                | The Top 10 Albums of 2017   | 9    | [ 53 ] |
| Us Weekly                           | 10 Best Albums of 2017      | 3    | [ 54 ] |
| Variety                             | The Best Albums of 2017     | н/д  | [ 55 ] |
| V Magazine                          | The 10 Best Albums of 2017  | н/д  | [ 56 ] |

## Номинации и награды
| Год  | Организация                      | Награда                                | Результат | Ref.          |
| ---- | -------------------------------- | -------------------------------------- | --------- | ------------- |
| 2017 | BuzzAngle Music Awards           | Physical Album Sales                   | Победа    | [ 57 ]        |
| 2017 | BuzzAngle Music Awards           | Digital Album Sales                    | Победа    | [ 57 ]        |
| 2017 | BuzzAngle Music Awards           | Indie Album                            | Победа    | [ 57 ]        |
| 2018 | A2IM Libera Awards               | Independent Impact Award               | Победа    | [ 58 ]        |
| 2018 | American Music Awards            | Favorite Pop/Rock Album                | Победа    | [ 59 ]        |
| 2018 | Billboard Music Awards           | Top Billboard 200 Album                | Номинация | [ 60 ]        |
| 2018 | Billboard Music Awards           | Top Selling Album                      | Победа    | [ 60 ]        |
| 2018 | ARIA Music Awards                | Best International Artist (Reputation) | Номинация | [ 61 ]        |
| 2018 | Japan Gold Disc Awards           | Best 3 Albums (Western)                | Победа    | [ 62 ]        |
| 2018 | Juno Awards                      | International Album of the Year        | Номинация | [ 63 ] [ 64 ] |
| 2019 | Grammy Awards                    | Best Pop Vocal Album                   | Номинация | [ 65 ]        |
| 2019 | ADDY American Advertising Awards | Packaging (Reputation VIP box)         | Победа    | [ 66 ]        |
| 2019 | ADDY American Advertising Awards | Book Design (Reputation VIP box)       | Победа    | [ 66 ]        |

## Синглы
25 августа 2017 года вышел лид-сингл «Look What You Made Me Do». Песня поставила несколько мировых рекордов, включая наибольшее число потоков по стримингу через Spotify за 24 часа и самое быстрое для женщин достижение первого места в чарте US iTunes. Музыкальное видео было впервые показано на церемонии 2017 MTV Video Music Awards и набрало 43,2 млн просмотров на канале YouTube в первые 24 часа, побив рекорд Vevo в 27,7 млн, установленный в 2015 году хитом «Hello» британки Адель и общий рекорд YouTube в 36 млн просмотров, установленный в 2013 году хитом «Gentleman» корейца Псая в 2013 году.
«End Game» с участием Эда Ширана and Future был выпущен на французское радио 14 ноября 2017 года в качестве третьего сингла альбома. Ширан подтвердил в начале декабря, что музыкальное видео для песни будет выпущено.
«End Game» стал 55-м хитом Свифт, попавшим в top-40 (в декабре на № 39) американского чарта Hot-100.
«New Year’s Day» был отправлен на кантри-радио в качестве третьего сингла в Северной Америке 27 ноября и четвёртого сингла альбома.
«Gorgeous» вышел на британских радиостанциях 12 января 2018 года в качестве пятого сингла из альбома.
«Delicate» вышел на радиостанциях формата contemporary hit and adult contemporary в качестве четвёртого сингла в США и шестого в мире 12 марта 2018 года.
«Getaway Car» был отправлен на радиостанции Австралии и Новой Зеландии 6 сентября 2018 года, в качестве седьмого сингла.

### Промосинглы
2 сентября 2017 года Свифт выложила первый тизер первого трека из альбома Reputation, названный «...Ready for It?», который был назван первым промосинглом. Сингл стал доступен для цифрового скачивания как часть предзаказа на альбом 3 сентября 2017 года.
«…Ready for It?» достиг позиции № 3 в Австралии, № 4 в США (Hot 100) и № 7 в Великобритании.
19 октября 2017 года Свифт анонсировала выход новой песни, названной «Gorgeous». Она стала доступна спустя день через цифровых ритейлеров и службы стриминга как промосингл из нового альбома. Песня достигла лучшей десятки в Канаде и Австралии, а также 2 ноября попала в лучшую двадцатку хитов в Великобритании и США. Следующим промосинглом с Reputation Свифт через Инстаграм и Твиттер анонсировала песню «Call It What You Want», релиз которой прошёл 3 ноября 2017 года.
3 ноября 2017 года вышла песня Call It What You Want в качестве второго промосингла из альбома.
9 ноября прошло выступление в передаче ABC's Scandal.

## Коммерческий успех
За неделю до выпуска Reputation предварительные заказы на альбом, как сообщалось, составляли более 400 000 единиц в Соединённых Штатах. Billboard заявил, что это вдвое превышает количество предварительных продаж, чем предыдущий альбом Свифт, 1989. По данным службы Nielsen Music, тираж составит 700,000 копий в первый день релиза в США.
Reputation вышел 10 ноября 2017 года с предварительным тиражом 1,05 млн копий за первые 4 дня релиза в США, сразу став бестселлером всего 2017 года. Reputation стал четвёртым для Свифт альбомом с миллионным тиражом в одну отдельно взятую неделю. Он последовал за предыдущими ей дисками с миллионными дебютами: 1989 (1,29 млн в 2014), Red (1,21 млн, 2012) и Speak Now (1,05 млн, 2010). Свифт в настоящее время единственная исполнительница имеющая четыре альбома с миллионными тиражами в одну неделю, с тех пор как Nielsen Music начал в 1991 году электронный подсчёт всех музыкальных релизов. Близкий показатель имеет лишь британская певица Адель, у которой было три миллионных недели продаж, но все они для одного своего альбома: 25 (3,38 млн в 1-ю неделю в 2015 году, затем 1,11 млн во 2-ю неделю, и потом ещё 1,16 млн в 5-ю неделю релиза). С 2012 года лишь эти две исполнительницы имели тиражи более 1 млн копий альбома в одну неделю.
Альбом стал 5-м для Свифт диском, поднявшимся на позицию № 1 в американском хит-параде Billboard 200 с тиражом в первую неделю 1,238 млн альбомных эквивалентных единиц, включая 1,216 млн традиционных продаж (в том числе, 709,000 цифровых продаж, включая 507,000 физических CD), а также 8,000 трековых TEA-единиц и 13,000 стриминговых SEA-единиц. Это 10-й крупнейший тираж за одну неделю в истории статистики, проводимой службой Nielsen SoundScan с 1991 года.
В Канаде после продажи 50,000 копий в первый день релиза, альбом стал 5-м для Свифт на вершине канадского чарта Canadian Albums Chart, с тиражом 80,000 копий среди суммарного тиража 81,000 объединённых елиниц. В Великобритании в первые 3 дня было продано более 65,000 копий и диск занял позицию № 1 в чарте UK Albums Chart с тиражом 84,000 копий, став 3-м диском Свифт на вершине британского хит-парада. Reputation также занял пятое место по дебютным продажам в Соединённом Королевстве в 2017 году и сертифицирован в серебряном статусе British Phonographic Industry (BPI). В Австралии с тиражом 54976 копий альбом занял первое место в ARIA Albums Chart, став 4-я для Свифт чарттоппером в этой стране. Reputation стал 458-м альбомом, дебютирорвавшим на первом месте в Австралии и 814-м в сумме чарттоппером. Также альбом занял первое место в чартах Ирландии и Новой Зеландии, где был сертифицирован в золотом статусе Recorded Music NZ (RMNZ) за тираж 7,500 единиц.

## Наследие
Выпущенный после периода огромного внимания к Свифт со стороны СМИ и интернета, включая первое задокументированное использование #Isoverparty, Reputation рассматривается критиками и поклонниками как альбом возвращения. Лид-сингл «Look What You Made Me Do», выпущенный после года перерыва в публичном освещении, считается одним из самых запоминающихся моментов поп-музыки, подкрепленный его музыкальным видео. Перед выпуском песни Свифт очистила свой веб-сайт и все свои социальные сети, включая Facebook, Instagram and Twitter. Через два дня после отключения в её социальные сети были загружены загадочные, в стиле глитч-арт и лишённые подписей «змеиные» видео, которые привели к анонсу альбома и его ведущего сингла. Рекламная кампания Reputation путём «отключения социальных сетей» создала прецедент для подражания другим поп-звездам.
Линдси Маккенна в ходе круглого стола NPR Music утверждала, что не было бы альбома Folklore «без её экспериментов с хип-хопом на Reputation». В 2022 году Consequence опубликовал ретроспективную статью под названием «О чём мы думали? 15 раз мы ошибались» и отказался от своей негативной рецензии 2017 года на Reputation, заявив, что альбом говорит о самосознании Свифт и показывает её эволюцию как автора текстов и продюсера.
Лорен Кранк из Esquire заявила, что «в то время должно было быть ясно, что ни одна из музыкальных композиций в альбоме reputation не является политической или специально направленной на СМИ… reputation — это Тейлор, отвоёвывающая свой собственный нарратив. … reputation был риском, даже революцией, но она проехала по ней бульдозером». Шайенн Раундтри, написавшая для The Daily Beast, похвалила Свифт за то, что та «больше не является [каким-то] влюбленным толкиенистом», в то время как Джорджи Райт, написавшая для i-D, задалась вопросом, не пора ли «простить» Свифт. Согласно Impact, Свифт прошла через травлю в 2016 году, принесший «худший из вызванных СМИ штормов для [Тейлор Свифт]… [и] ненужную травлю Свифт в социальных сетях», которую она успешно «взболтала больше, чем ожидаемые похвалы и трофеи, дав ей совершенно новое отношение и … другую репутацию». Джейди О’Риган, старший преподаватель музыки в Сиднейском университете, прокомментировала для ABC News, что Свифт использовала «искусство поп-музыки наилучшим образом» в Reputation, признавая «то, как её стереотипизировали в популярной культуре».
Дженнифер Кейтин Робинсон, сценарист и режиссёр подросткового комедийного фильма «Do Revenge» (2022), заявила, что тема и персонажи фильма были навеяны Reputation.
В ноябре 2020 года Свифт начала перезапись своих первых шести студийных альбомов, включая Reputation. Это решение было принято после спора в 2019 году между Свифт и менеджером Скутером Брауном, который приобрел Big Machine Records и мастер-копии альбомов Свифт. Перезапись позволила бы ей получить полные права на коммерческое использование своих песен. 30 мая 2025 года спор закончился приобретением Свифт мастер-записей этих шести альбомов; перезаписанная версия Reputation к тому моменту еще не была завершена и, возможно, никогда не будет продолжена.

## Список композиций
Reputation включает 15 треков.
| №                   | Название                                     | Автор(ы)                                                                     | Продюсеры               | Длительность |
| ------------------- | -------------------------------------------- | ---------------------------------------------------------------------------- | ----------------------- | ------------ |
| 1.                  | «…Ready For It?»                             | Тейлор Свифт Макс Мартин Shellback Али Пайами                                |                         | 3:28         |
| 2.                  | «End Game (при участии Ed Sheeran и Future)» | Свифт Мартин Shellback Ed Sheeran Nayvadius Wilburn                          | Мартин Shellback        | 4:04         |
| 3.                  | «I Did Something Bad»                        | Свифт Мартин Shellback                                                       | Мартин Shellback        | 3:58         |
| 4.                  | «Don’t Blame Me»                             | Свифт Мартин Shellback                                                       | Мартин Shellback        | 3:56         |
| 5.                  | «Delicate»                                   | Свифт Мартин Shellback                                                       | Мартин Shellback        | 3:52         |
| 6.                  | «Look What You Made Me Do»                   | Тейлор Свифт Джек Антонофф Фред Фэрбрасс Ричард Фэрбрасс [англ.] Роб Манзоли | Антонофф                | 3:31         |
| 7.                  | «So It Goes...»                              | Свифт Мартин Shellback Oscar Görres                                          | Мартин Shellback Görres | 3:47         |
| 8.                  | «Gorgeous»                                   | Свифт Мартин Shellback                                                       | Мартин Shellback        | 3:29         |
| 9.                  | «Getaway Car»                                | Свифт Антонофф                                                               | Антонофф Swift          | 3:53         |
| 10.                 | «King Of My Heart»                           | Свифт Мартин Shellback                                                       | Мартин Shellback        | 3:34         |
| 11.                 | «Dancing With Our Hands Tied»                | Свифт Мартин Shellback Oscar Holter                                          | Мартин Shellback Holter | 3:31         |
| 12.                 | «Dress»                                      | Свифт Антонофф                                                               | Антонофф Свифт          | 3:50         |
| 13.                 | «This Is Why We Can't Have Nice Things»      | Свифт Антонофф                                                               | Антонофф Свифт          | 3:27         |
| 14.                 | «Call It What You Want»                      | Свифт Антонофф                                                               | Антонофф Свифт          | 3:23         |
| 15.                 | «New Year’s Day»                             | Свифт Антонофф                                                               | Антонофф Свифт          | 3:55         |
| Общая длительность: | Общая длительность:                          | Общая длительность:                                                          | Общая длительность:     | 55:38        |

| №                   | Название                                       | Длительность |
| ------------------- | ---------------------------------------------- | ------------ |
| 1.                  | «Look What You Made Me Do» (музыкальное видео) | 4:16         |
| 2.                  | «Look What You Made Me Do» (лирик-видео)       | 3:35         |
| 3.                  | «Look What You Made Me Do» (кадры за сценой)   | 12:09        |
| Общая длительность: | Общая длительность:                            | 20:00        |

### Эксклюзивные журналы
К альбому (CD) приложены два журнала по 72 страницы в трёх вариантах комплектации.
Стандартная версия
- CD вместе с jewel case и с буклетом текстов песен
- Один из пяти постеров

Эксклюзивная версия Target «Volume 1»
- CD вместе с буклетом текстов песен
- 57 фотографий
- Поэзия и две картины от Свифт
- Эксклюзивный постер

Эксклюзивная версия Target «Volume 2»
- CD с буклетом текстов песен
- 58 фотографий
- Поэзия и две картины от Свифт
- Эксклюзивный постер

## Участники записи
По данным из буклета альбома.
- Тейлор Свифт — вокал, продюсер (треки: 6,9, 12—15), креативный дизайн упаковки
- Макс Мартин — продюсер, клавишные, программинг (треки: 1–5, 7, 8, 10, 11); запись (track 1); фортепиано (tracks: 4, 5); бэк-вокал (трек 4)
- Юхан «Шеллбак» Шустер (Shellback) — продюсер, клавишные, программинг (треки: 1–5, 7, 8, 11); ударные (треки: 2, 4, 10); бас (треки: 2, 10); гитары (track 8)
- Али Пайами — продюсер, клавишные, программинг (трек 1)
- Джек Антонофф — продюсер, программинг, инструменты (треки: 6, 9, 12–14); бэк-вокал (треки: 6, 9, 14); фортепиано, бас, гитара, синтезаторы (трек 15)
- Oscar Görres — продюсер, клавишные, программинг, piano (трек 7)
- Oscar Holter — продюсер, клавишные, программинг (трек 11)
- Michael Ilbert — звукоинженер (треки: 2–5, 7, 8, 10, 11)
- Sam Holland — звукоинженер (треки: 2–5, 7, 8, 11)
- Laura Sisk — звукоинженер (треки: 6, 9, 12, 13, 15)
- Noah Passovoy — звукоинженер (трек 10)
- Cory Bice — ассистент звукоинженера (треки: 2–5, 7, 10, 11)
- Jeremy Lertola — ассистент звукоинженера (треки: 2, 4, 5, 7, 10, 11)
- Jon Sher — ассистент звукоинженера (трек 10)
- Эд Ширан — вокал (трек 2)
- Фьючер — вокал (трек 2)
- Илья Салманзаде — дополнительное продюсирование по вокалу (трек 2)
- Seth Ferkins — звукоинженер (трек 2)
- Sean Flora — ассистент звукоинженера (трек 2)
- Peter Karlsson — ассистент звукоинженера (трек 2)
- Mike Synphony — ассистент звукоинженера (трек 2)
- Daniel Watson — ассистент звукоинженера (трек 2)
- Victoria Parker — скрипки (треки: 6, 9, 13); скрипка (трек 13)
- Phillip A. Peterson — виолончель (треки: 6, 9, 13)
- Evan Smith — саксофон (трек 6)
- Джеймс Рейнольдс — вводный детский голос (трек 8)
- Sean Hutchinson — ударные (трек 9)
- Serban Ghenea — микширование (все треки)
- John Hanes — микширование (все треки)
- Randy Merrill — мастеринг (все треки)
- Mert and Marcus — фотографирование
- Mat Maitland — креативный фотодизайн
- Joseph Cassell — стилист по гардеробу
- Isamaya French — макияж
- Lorraine Griffin — маникюр
- Paul Hanlon — причёска
- Josh and Bethany Newman — дизайн упаковки
- Ben Fieker — дизайн упаковки
- Parker Foote — дизайн упаковки
- Austin Hale — дизайн упаковки

## Чарты
| Чарты (2017—2018)                   | Высшая позиция |
| ----------------------------------- | -------------- |
| Австралия (ARIA)                    | 1              |
| Австрия (Ö3 Austria)                | 1              |
| Бельгия/Фландрия (Ultratop)         | 1              |
| Бельгия/Валлония (Ultratop)         | 9              |
| Канада (Canadian Albums Chart)      | 1              |
| Чехия (ČNS IFPI)                    | 2              |
| Дания (Hitlisten)                   | 3              |
| Нидерланды (Album Top 100)          | 1              |
| Финляндия (Suomen virallinen lista) | 5              |
| Франция (SNEP)                      | 16             |
| Германия (Offizielle Top 100)       | 2              |
| Греция (IFPI Greece)                | 3              |
| Венгрия (MAHASZ)                    | 8              |
| Ирландия (IRMA)                     | 1              |
| Италия (Classifica album)           | 3              |
| Япония (Oricon)                     | 3              |
| (International, Oricon)             | 1              |
| Новая Зеландия (RMNZ)               | 1              |
| Норвегия (VG-lista)                 | 1              |
| Польша (ZPAV)                       | 6              |
| Португалия (AFP)                    | 1              |
| Шотландия (Scottish Albums Chart)   | 1              |
| Республика Корея (Circle)           | 36             |
| Республика Корея (Gaon)             | 3              |
| Словакия (ČNS IFPI)                 | 1              |
| ЮАР (RSG)                           | 3              |
| Испания (PROMUSICAE)                | 3              |
| Швеция (Sverigetopplistan)          | 2              |
| Швейцария (Schweizer Hitparade)     | 1              |
| Великобритания (UK Albums Chart)    | 1              |
| США (Billboard 200)                 | 1              |

| Чарт (2017)                                 | Позиция |
| ------------------------------------------- | ------- |
| Australian Albums (ARIA)                    | 3       |
| Austrian Albums (Ö3 Austria)                | 55      |
| Belgian Albums (Ultratop Flanders)          | 57      |
| Belgian Albums (Ultratop Wallonia)          | 165     |
| Dutch Albums (Album Top 100)                | 90      |
| German Albums (Offizielle Top 100)          | 60      |
| Hungarian Albums (MAHASZ)                   | 95      |
| Japanese Albums (Billboard Japan)           | 82      |
| Japanese Albums (Oricon)                    | 73      |
| Mexican Albums (AMPROFON)                   | 93      |
| New Zealand Albums (RMNZ)                   | 9       |
| Norwegian Albums (VG-lista)                 | 94      |
| South Korean International Albums (Gaon)    | 51      |
| Spanish Albums (PROMUSICAE)                 | 43      |
| Swiss Albums (Schweizer Hitparade)          | 90      |
| UK Albums (OCC)                             | 15      |
| Worldwide Albums (IFPI Global Music Report) | 2       |

| Чарт (2018)                 | Позиция |
| --------------------------- | ------- |
| Австралия (ARIA)            | 11      |
| Бельгия (Ultratop Flanders) | 77      |
| Канада (Billboard)          | 4       |
| Дания (Hitlisten)           | 87      |
| Ирландия (IRMA)             | 16      |
| Япония (Billboard Japan)    | 72      |
| Мексика (AMPROFON)          | 62      |
| Новая Зеландия (RMNZ)       | 1       |
| Республика Корея (Gaon)     | 1       |
| Великобритания (OCC)        | 1       |
| США (Billboard 200)         | 1       |

| Чарт (2019)           | Позиция |
| --------------------- | ------- |
| Австралия (ARIA)      | 27      |
| Новая Зеландия (RMNZ) | 45      |
| Испания (PROMUSICAE)  | 93      |
| США (Billboard 200)   | 74      |

| Чарт (2020)      | Позиция |
| ---------------- | ------- |
| Австралия (ARIA) | 69      |

| Чарт (2021)                 | Позиция |
| --------------------------- | ------- |
| Австралия (ARIA)            | 62      |
| Бельгия (Ultratop Flanders) | 156     |
| Новая Зеландия (RMNZ)       | 50      |
| США Billboard 200           | 170     |

| Чарт (2010—2019)    | Позиция |
| ------------------- | ------- |
| Австралия (ARIA)    | 50      |
| США (Billboard 200) | 62      |

| Чарт                  | Позиция |
| --------------------- | ------- |
| Австралия (ARIA)      | 60      |
| Новая Зеландия (RMNZ) | 195     |

## Сертификации
| Регион | Сертификация  | Продажи   |
| --- | ------------- | --------- |
| Австралия (ARIA) | 3× Платиновый | 210 000   |
| Австрия (IFPI Austria) | Платиновый    | 15 000    |
| Бельгия (BEA) | Платиновый    | 20 000    |
| Дания (IFPI Danmark) | Платиновый    | 20 000    |
| Франция (SNEP) | Золотой       | 50 000    |
| Италия (FIMI) | Золотой       | 25 000    |
| Япония (RIAJ) | Золотой       | 100 000^  |
| Мексика (AMPROFON) | Платиновый    | 60 000    |
| Новая Зеландия (RMNZ) | 3× Платиновый | 45 000    |
| Норвегия (IFPI Norway) | Золотой       | 10 000*   |
| Польша (ZPAV) | Золотой       | 10 000    |
| Сингапур (RIAS) | Платиновый    | 10 000*   |
| Испания (PROMUSICAE) | Золотой       | 20 000    |
| Швеция (GLF) | Платиновый    | 40 000    |
| Великобритания (BPI) | Платиновый    | 300 000   |
| США (RIAA) | 3× Платиновый | 3 000 000 |
| * Данные о продажах приведены только на основе сертификации. · ^ Данные о тиражах приведены только на основе сертификации. · Данные о продажах + прослушиваниях приведены только на основе сертификации. |               |           |

## История выхода
| Регион   | Дата            | Формат              | Лейбл           | Ref.          |
| -------- | --------------- | ------------------- | --------------- | ------------- |
| Мир      | 10 ноября 2017  | CD digital download | Big Machine     | [ 3 ] [ 214 ] |
| Бразилия | 24 ноября 2017  | CD                  | Universal Music | [ 215 ]       |
| Другие   | 1 декабря 2017  | Streaming           | Big Machine     | [ 13 ]        |
| США      | 15 декабря 2017 | Vinyl               | Big Machine     | [ 214 ]       |